# گم‌شده در آمریکا
گم‌شده در آمریکا (به انگلیسی: Missing in America) فیلمی محصول سال ۲۰۰۵ و به کارگردانی گابریل ساویج دکترمن است. در این فیلم بازیگرانی همچون دنی گلاور، ران پرلمن، لیندا همیلتون و دیوید استراترن ایفای نقش کرده‌اند.